# Киселёв, Михаил Степанович
Михаил Степанович Киселёв (? — не раньше февраля 1917)  —  почтовый служащий, депутат Государственной думы I созыва от Пензенской губернии. 

## Биография

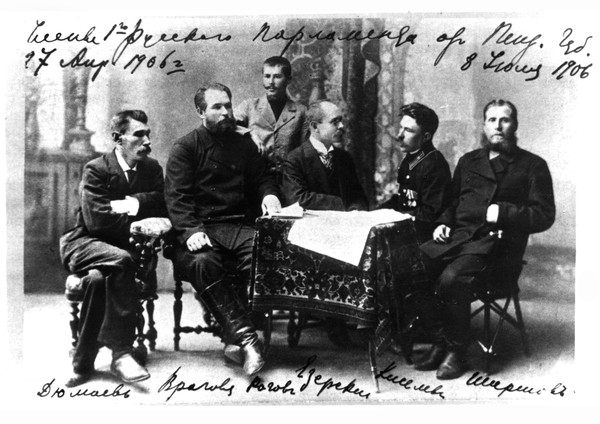
Члены государственной Думы Первого созыва от Пензенской губернии, М. С. Киселёв — сидит второй справа.

Из крестьянской семьи. Окончил 3-классное училище, получив начальное образование. Был начальником почтово-телеграфной отделения в городе Керенск Пензенской губернии. Редактор газеты «Перестрой». Сторонник равноправия женщин "без каких бы то ни было оговорок и ограничений".
14 апреля 1906 избран в Государственную думу I созыва от общего состава выборщиков Пензенского губернского избирательного собрания. Входил в Конституционно-демократическую фракцию. Состоял в Комиссии по исполнению государственной росписи доходов и расходов. После роспуска Думы распространял свою речь, за это был приговорён к 10 месяцам тюремного заключения.
После Февральской революции 1917 года послал приветствие в Государственную думу в связи с победой революции.